# ATP Challenger Iași
Das ATP Challenger Iași (offizieller Name: Concord Iași Open) ist ein seit 2020 stattfindendes Tennisturnier in Iași, Rumänien. Es ist Teil der ATP Challenger Tour und wird im Freien auf Sand ausgetragen.

## Liste der Sieger

### Einzel
| Jahr | Sieger                | Finalgegner             | Ergebnis       |
| ---- | --------------------- | ----------------------- | -------------- |
| 2025 | Elmer Møller          | Titouan Droguet         | 3:6, 6:1, 7:62 |
| 2024 | Hugo Dellien          | Javier Barranco Cosano  | 6:1, 6:1       |
| 2023 | Hugo Gaston           | Bernabé Zapata Miralles | 3:6, 6:0, 6:4  |
| 2022 | Felipe Meligeni Alves | Pablo Andújar           | 6:3, 4:6, 6:2  |
| 2021 | Zdeněk Kolář          | Hugo Gaston             | 7:5, 4:6, 6:4  |
| 2020 | Carlos Taberner       | Mathias Bourgue         | 6:4, 7:64      |

### Doppel
| Jahr | Sieger                                  | Finalgegner                           | Ergebnis         |
| ---- | --------------------------------------- | ------------------------------------- | ---------------- |
| 2025 | Szymon Kielan Filip Pieczonka           | Cleeve Harper Ryan Seggerman          | 7:5, 6:3         |
| 2024 | Cezar Crețu Bogdan Pavel                | Karol Drzewiecki Piotr Matuszewski    | 2:6, 6:2, [10:4] |
| 2023 | Nicolás Barrientos Aisam-ul-Haq Qureshi | Gabi Adrian Boitan Bogdan Pavel       | 6:3, 6:3         |
| 2022 | Geoffrey Blancaneaux Renzo Olivo        | Diego Hidalgo Cristian Rodríguez      | 6:4, 2:6, [10:6] |
| 2021 | Orlando Luz Felipe Meligeni Alves       | Hernán Casanova Roberto Ortega Olmedo | 6:3, 6:4         |
| 2020 | Rafael Matos João Menezes               | Treat Huey Nathaniel Lammons          | 6:2, 6:2         |